# Лафлеш (Саскачеван)
Лафлеш — небольшой городок на юго-западе Саскачевана, Канада, в сельском муниципалитете Вуд-Ривер.
Община расположена на пересечении шоссе 13 и шоссе 58. Находится в 20 км к югу от Гравелберга и в 45 км к западу от Ассинибойи. Транспортная компания Саскачевана предоставляла междугородние автобусные перевозки, пока в 2017 году эта услуга не была закрыта по всей провинции.
В городе Лафлеше есть много предприятий. Большинство предприятий в городе открыты с понедельника по пятницу, несколько торговых точек открыты и в субботу.

## История
Деревня Баффало-Хед начала формироваться в полутора милях к востоку от нынешнего города с прибытием поселенцев в 1905 году. Название было изменено на Лафлеш в честь Луи-Фрэнсиса Ричера Лафлеша.
В 1910 году был а построена школа, и на углу четырех поселков на четверти земли, принадлежащей мистеру Белайлу, была построена школа.
В 1912 году была построена железная дорога до Экспансе, затем осенью до Ассинибойи. Когда в 1913 году была проложена Канадская тихоокеанская железнодорожная линия, участки были разделены, и предприятия в кратчайшие сроки открыли свои магазины. Поскольку железнодорожная линия не проходила через деревню, дома деревни были перенесены на новое место в юго-восточном квартале секции 2, городок 9, Диапазон 5, и вскоре возникла и быстро развивалась другая деревня с просторными улицами и проспектами. Улицам и проспектам были присвоены значимые названия, такие как Монкальм, Картье, Папино, Брюнель, Фронтенак, Лорье, Ла Саль и Шамплен.
К 1913 году здесь были следующие предприятия: магазин Square Deal, Harness, Palace Livery, Beaver Lumber, Coal, кафе Lafleche, Бильярдный зал Murphy’s, отель Metropole, The Western Trading Co., Мясной рынок Лафлеш, Городской ресторан и пекарня, ферма Гленхольм, Разделочная,Кузнец из Лафлече. Рост был настолько быстрым, что Лафлеч был включен в состав деревни в 1913 году. 1 декабря 1913 года в Лафлече была налажена телеграфная связь. К 1914 году деревня состояла из двенадцати кварталов. Среди поселенцев, прибывших в Лафлеш солдат Огюстен Пол Альфред Бейл . Родился 15 марта 1882 года в Сейн-ле-Альпс, Нижние Альпы, Франция, в семье фермера. После военной службы в 3-м пехотном полку в Экс-ан-Провансе (1905—1906) эмигрировал в Канаду. После жизни в Манитобе (1907—1911) он переехал в Лафлеш (1912) и поселился там в качестве владельца ранчо. После объявления войны 2 августа 1914 года Огюстен Байл отплыл обратно во Францию, чтобы выполнить свой долг. Он был убит в бою в Транши во время битвы при Ременонвиле (Маас, близ Вердена) 14 августа 1915 года (см. Его военный реестр под его именем на французских сайтах «Mémoire des hommes» и «Grand mémorial»). Он был холостяком.

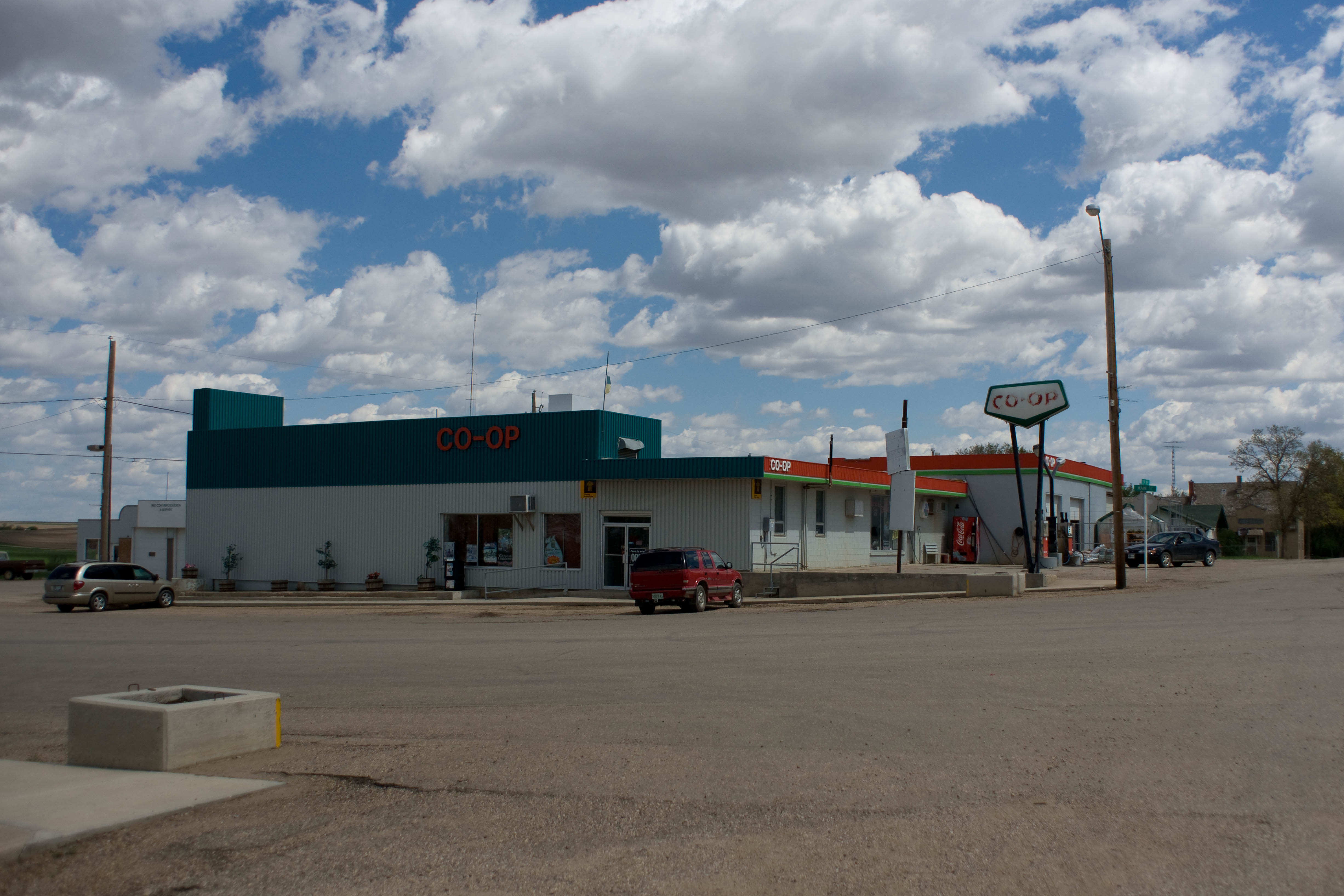
Магазин «Co-op»

В 1915 году открылось много новых предприятий: Cockshutt Plow Company, ювелирный магазин, Wyman and Ball (магазин одежды), аптека, три склада пиломатериалов (Security Lumber, Beaver Lumber, Citizens Lumber), элеваторы Lafleche-Meleval Farmers, Purity Oil, Kennedy Grain и кормаамбар, бюро недвижимости и займов. В 1916 году была открыта модная мастерская, которая изготавливала меховые шапки на заказ. Были открыты два других частных магазина модной одежды, один из которых стал постоянным и назывался Ladies Ready-to-Wear. Лео Брунелле владел продуктовым магазином, но также начал снимать мерки для мужчин и имел полную линейку образцов, из которых можно было выбирать. Адольф Кампо принял заказы после ухода Лео Брунелле. Лафлеш вскоре привлек и профессионалов. Среди них доктор Трудель, Лавуа, Белькур-старший и младший; фармацевт Адриан Белькур; адвокаты Какурсьер, Бобьен и Кольпрон.
В 1919 году воду нужно было доставлять в город с фермы Рози, и медсестра Ноубл предоставляла профессиональные услуги медсестры. В 1921 году всем школьникам была сделана прививка от брюшного тифа.
В 1922 году произошло крупное ограбление банка. 24 мая воры ворвались в банк Хочелоги, взорвали сейф, но не смогли его открыть. Констебль Пит Уайтлоу был ранен в бедро при попытке задержать преступников. В результате он провел два месяца в больнице Moose Jaw. В сентябре грабители в очередной раз посетили деревню. Телефонные провода были перерезаны, и были произведены выстрелы в миссис Вик (телефонистку. Деньги не были взяты, и грабители скрылись на машине.
В 1927 году по обе стороны Главной улицы были посажены деревья. Была организована пожарная команда во главе с Напом Дюастом. Цементные тротуары были построены в сентябре того же года. В это время также были открыты комнаты отдыха для женщин.
В 1927 или 1928 году Лоуренс Лазур открыл магазин готовой мужской одежды рядом с театром «Глобус». Его офис занимал мистер А. Тиссо, который был первым фотографом Лафлеча. В театре «Глобус» начали показывать «звуковые» фильмы. Этот театр действовал примерно до 1942 года мистером Пассмором, но он продал его мистеру Э. Флинну. Здание театра в настоящее время является клубом 50. До 1927 года люди смотрели немые фильмы в подвале того, что сейчас является Залом Легиона.
В августе 1928 года компания Shaunavon Electric Company поставила электрическое освещение и ток в деревню Лафлеш. К ноябрю 1929 года на Главной улице появились уличные фонари.
В 1930-е годы для общины Лафлеша наступили тяжелые времена. Люди работали за двадцать центов в час. Арендная плата составляла от трех до пяти долларов в месяц. Несмотря на засуху, Лафлеш должен был стать деревней чистоты и красоты. На прилегающей к Мейн-стрит улице были проложены бульвары и посажены деревья. Эрнест Колпрон посадил деревья на месте, которое когда-то было пустырем, а теперь является местом Лафлече и районного медицинского центра.
В 1937 году после восьми неурожаев подряд некогда процветающий район Лафлеша оказался на грани краха. Остро нуждаясь в кредите, фермеры и мелкие предприниматели обнаружили, что банк и другие финансовые учреждения не уверены в их способности погасить задолженность. В течение года жители Лафлече создали первый в провинции сельский общинный кредитный союз. Кредитный союз Лафлече получил свой устав 19 апреля 1938 года.
Лафлеш пережил тридцатые и первые военные годы сороковых годов. В 1943 году доктор Белкорт был назначен первым муниципальным врачом, а Лафлеш взял на себя управление больницей в 1944 году, создав больничный округ в 1945 году.
В 1947 году компания Saskatchewan Power подписала соглашение с компанией Lafleche о поставках электроэнергии.
Многие здания были построены из древесины, а из-за небезопасных отопительных печей сообщалось о многих пожарах. В Лафлеше не было очень хороших противопожарных мер, имелись только две упряжки лошадей и два резервуара для воды. Многие из первых зданий были уничтожены пожарами, а большая часть ливрейных и кормовых складов сгорела. В 1948 году пожар уничтожил треть зданий на восточной стороне Мейн-стрит, что привело к покупке пожарной машины, оборудования и сирены.
Деревня Лафлеш стала городом в 1953 году, а первым мэром стал К. П. Девулф.
В 1954 году энергетическая корпорация Саскачевана установила паровые фонари, а в 1956 году город получил водопровод и канализацию. Строительство главного коллектора началось в 1957 году, а в июне 1958 года было официально открыто Городское водопроводно-канализационное предприятие.
В 1960 году был куплен участок земли для строительства взлетно-посадочной полосы для легких самолетов. В 1961 году правительственная телефонная компания Саскачевана построила новый абонентский пункт и телефон. Счетчики воды были установлены в жилых домах и на предприятиях. Телефоны-автоматы были введены в эксплуатацию 5 июля 1962 года.
В ноябре 1961 года был введен в эксплуатацию каток для кёрлинга с тремя ледяными покрытиями.
В честь 60-летия Саскачевана в городе Лафлеше были построены автономные жилые дома для пожилых людей. Столетний дом Вуд-Ривер был открыт 8 июля 1967 года.
В 1969 году в Лафлешче были заасфальтированы улицы. В 1973 году был открыт новый каток. 24 октября 1977 года был открыт восемнадцатиэтажный отель Wheatland Lodge
Лафлеш отпраздновал свое столетие в 2013 году.